# Sbor dobrovolných hasičů města Zákupy

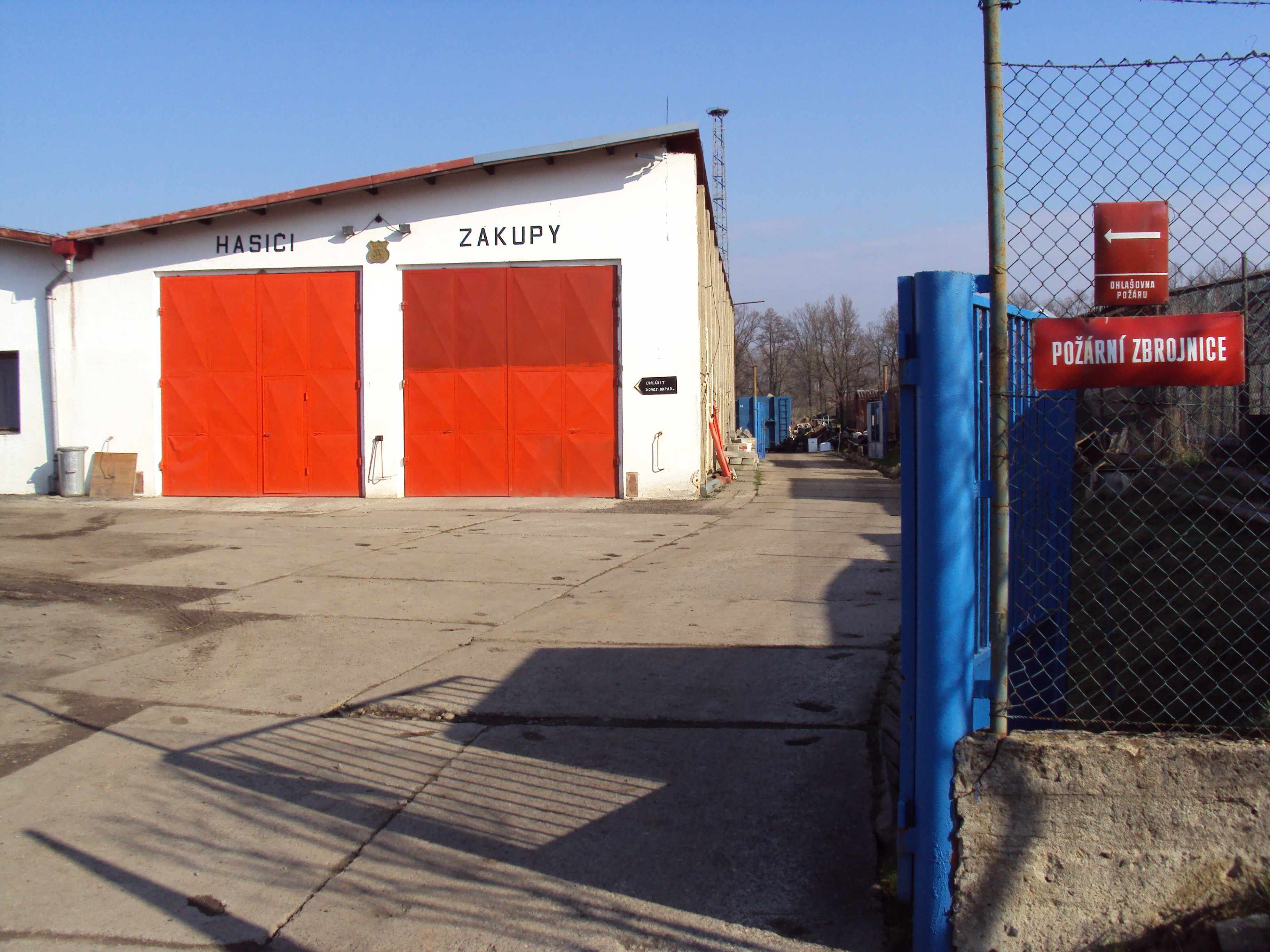
Pohled na novou hasičskou zbrojnici z Gagarinovy ulice

SDH Zákupy (Sbor dobrovolných hasičů města Zákupy) je společenskou organizací, která navazuje na někdejší Spolek dobrovolných hasičů, vytvořený roku 1850 jako první toho druhu na území Rakousko-Uherska.

## Historie

### Vznik

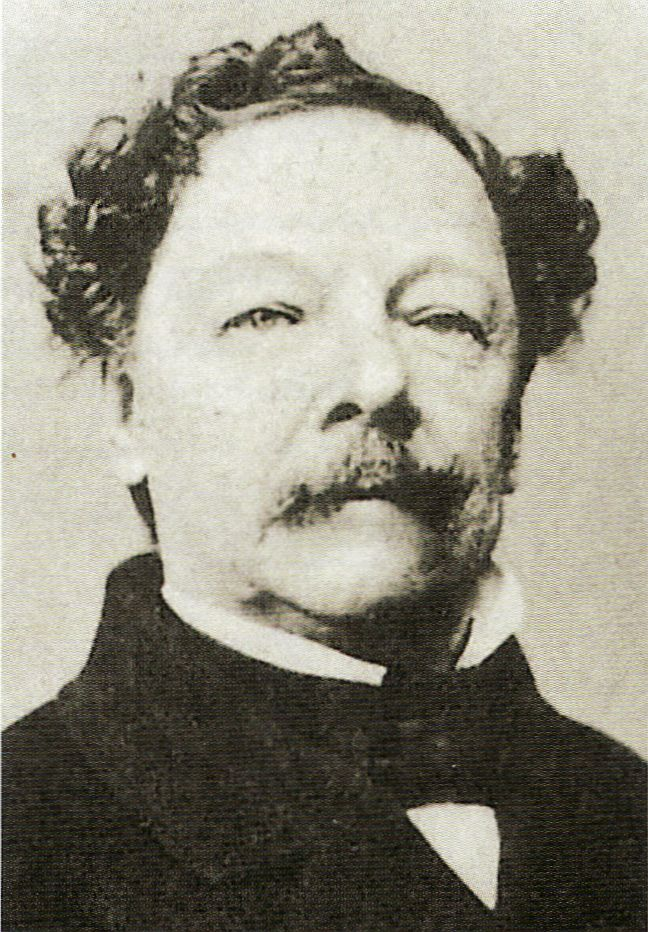
Zakladatel sboru Ferdinand Leitenberger

V roce 1850 požádala městská rada někdejšího důstojníka - rytmistra (v té době mu bylo přes 50 let a byl již v záloze) Ferdinanda Leitenbergera (30. června 1799 – 3. září 1869), který byl znám jako vynálezce a také znalec hašení požárů, aby založil a zorganizoval hasičský sbor. Žádosti vyhověl a sbor založil. Členy sboru byli vedle Němců i Češi. V Zákupech (tehdy Reichstadt) měla rodina Leitenbergerů v letech 1786–1852 přádelnu a kartounku, továrníkem byl Ferdinandův bratr.
Roku 1855 Ferdinand Leitenberger vytvořil a nechal vydat odbornou ilustrovanou brožuru „Freiwilige Pompierskorps“, tedy „Dobrovolné hasičské sbory“, která se stala se pomůckou pro obdobné hasičské sbory vznikající v českém království.

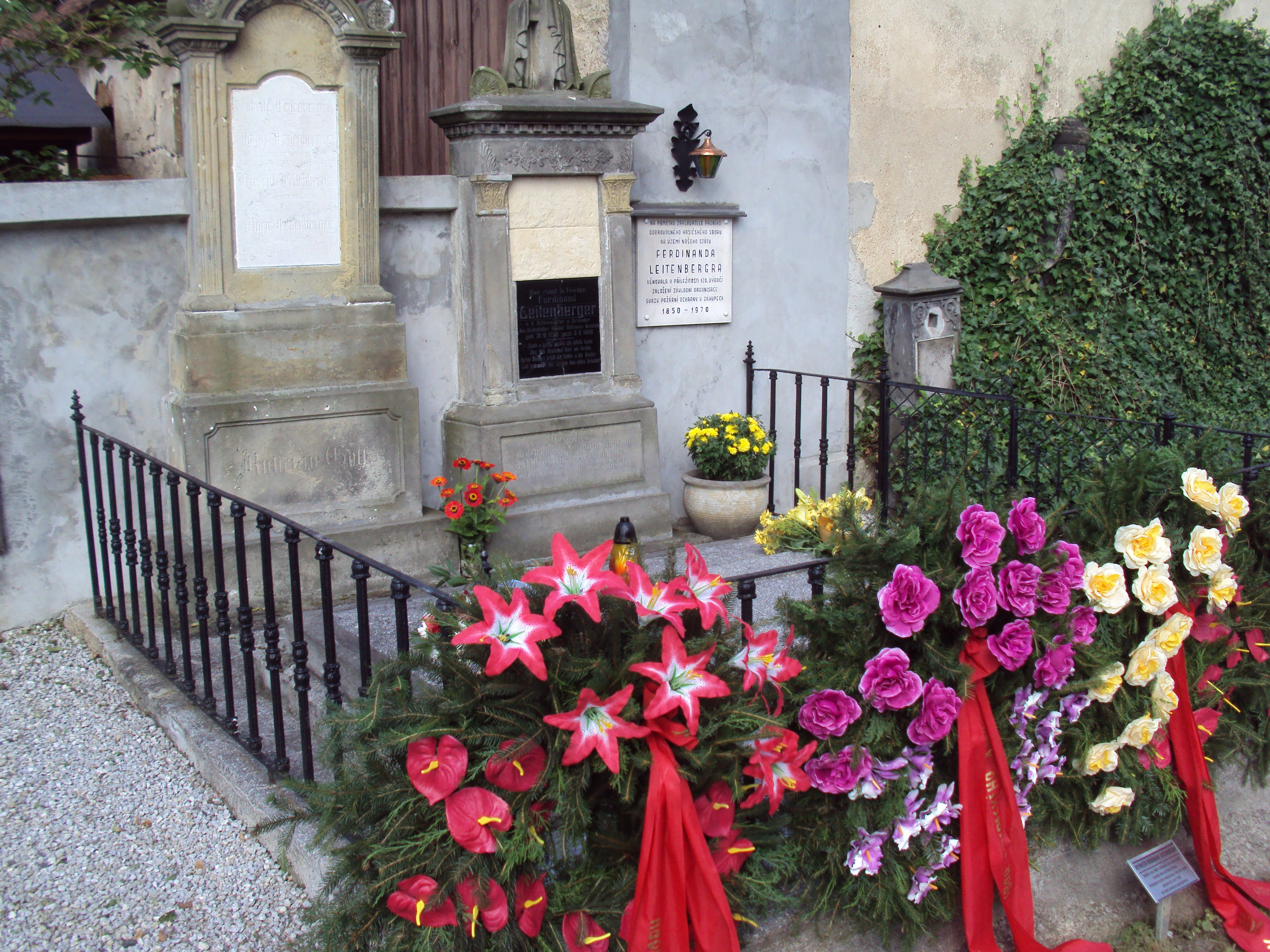
Hrob Leitenbergera při Slavnostech města 2010

Ferdinand Leitenberger byl později pohřben na zákupském hřbitově a rodinný hrob je městem stále jako významný udržován.

### Po odsunu Němců
Po II. světové válce došlo k odsunu Němců a přílivu českých osídlenců.
Už 20. září 1945 byla z popudu tehdejšího revolučního národního výboru svolána  ustavující schůze už ryze českého Sboru dobrovolných hasičů v Zákupech. Účast byla nečekaně vysoká, a tak se účastníci museli rychle přemístit do tanečního sálu tehdy fungujícího hotelu Orlík (dříve Burg) na náměstí. Zde byl zvolen přípravný výbor i program sboru. Starostou SDH se stal tehdejší předseda národního výboru Ladislav Pech, výbor byl jedenáctičlenný.  SDH získal od města do počátku 1063 Kčs. Protože chyběly finanční prostředky na potřebnou požární techniku, pořádaly se veřejné finanční sbírky a hlavně v širokém okolí populární hasičské bály. SDH si zprvu koupil sanitní vůz, s nímž byly plněny úkoly pro město i okolní vsi.
V roce 1947 se po politických rozbrojích sbor téměř rozpadl, proto byl zvolen výbor nový. 
V roce 1948 bylo koupeno větší auto, přestavěné na hasičské. V těchto letech přišli hasiči o téměř veškerou dokumentaci, protože v nevyhovující místnosti zplesnivěla. 
V roce 1952 bylo konečně započato se stavbou hasičské zbrojnice za radnici u náměstí a to svépomocí, město uhradilo materiál. 
Roku 1953 došlo k celostátnímu přejmenování na Československý svaz požární ochrany se zdůvodněním, že hlavním úkolem má být prevence.
Od roku 1956 se začíná pracovat s mládeží, úkolu se ujali manželé Vomáčkovi na 30 let. Jimi vedený dětský požárnický (zároveň pionýrský) oddíl získal řadu diplomů a ocenění.  Hasiči – požárníci pořádali ve městě řadu akcí, případně byli spolupořadatelé, namátkou Mezinárodní den žen, Mezinárodní den dětí, hasičské bály, květnové oslavy.

### Po sametové revoluci

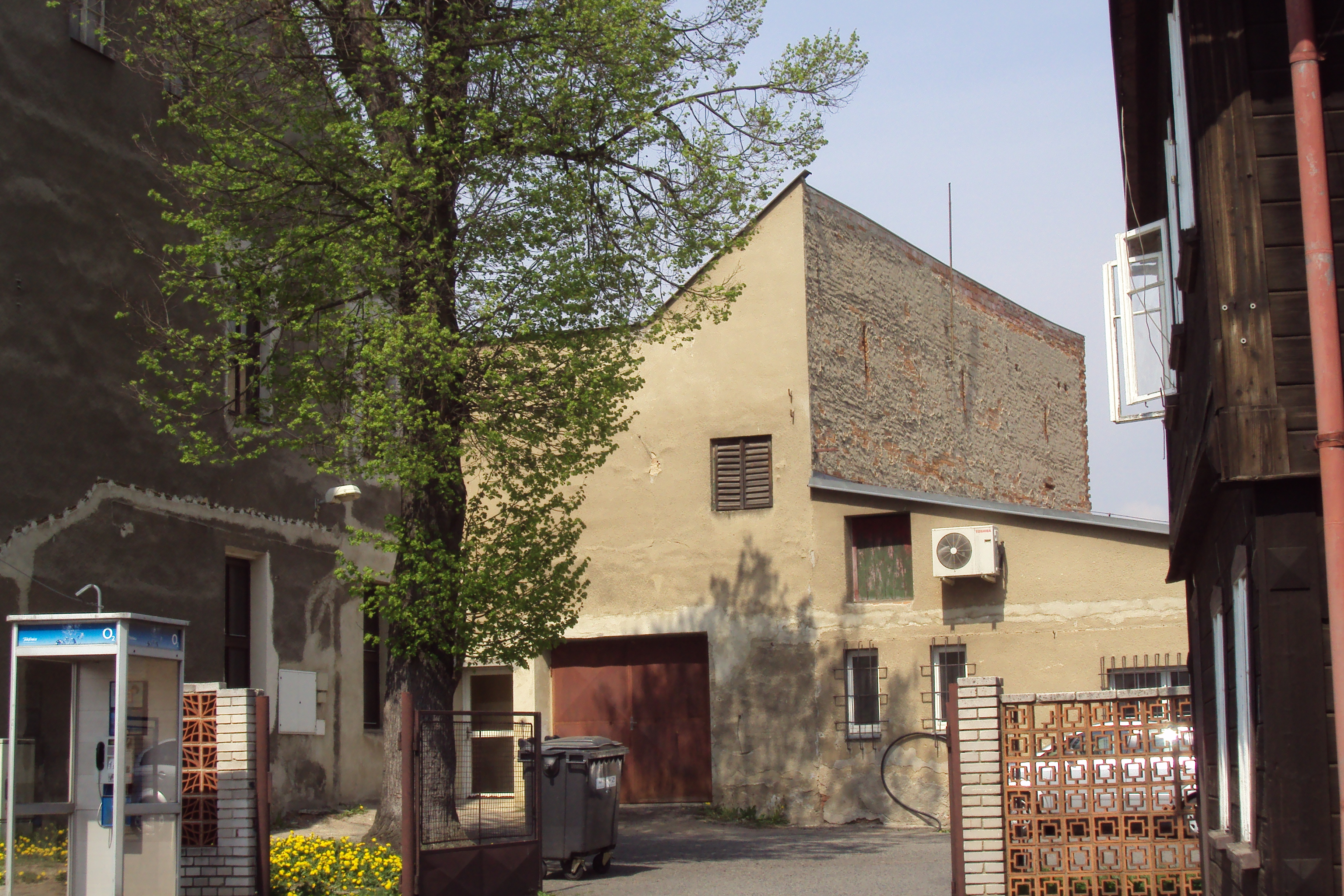
Přístavba za radnicí, kde byla zbrojnice do roku 1996

Kritickým obdobím spolku se stal rok 1996. V tomto roce radnice hasičům zabrala zbrojnici pro své potřeby (stavební odbor). V reakci na to se sbor rozpadl. Městský úřad proto jmenoval na základě zákona o požární ochraně jednotku z bývalých členů sám. 
Organizaci se podařilo obnovit až v roce 1999 z popudu trojice dlouholetých členů Františka Vomáčky, Jaroslava Horského a Zdeňka Homzy staršího. Na svolané schůzi byl zvolen nový šestičlenný výbor, jehož předsedou se stal Jaroslav Horský. Neúspěchem skončily pokusy obnovit činnost mládeže. Byla postavena nová zbrojnice v Gagarinově ulici s potřebným zázemím včetně spolkové místnosti.
V roce 2002 postihla velkou část republiky ničivá povodeň. Sbor ze Zákup vyslal na pomoc zatopeným oblastem 14členné družstvo, které několik dní pomáhalo v obci Lužec na Mělnicku řešit následky zaplavení obce.
Téhož roku, 2002, se sbor se podílel na vytvoření rekordu v dálkové přepravě vody, spolu s jinými sbory bylo dosaženo 52 700 metrů na bývalém letišti u Hradčan v Ralsku. V roce 2005 spojili hasiči vydařené oslavy 155. výročí založení SDH se zákupskými slavnostmi.
Na počátku roku 2008 na své výroční schůzi vyměnil dlouholetého předsedu Jaroslava Horského v čele SDH Zákupy pan Zdeněk Homza starší.
Velká část programu Zákupských slavností v září 2010 byla věnována oslavám 160 výročí založení sboru. Přítomno bylo 30 sborů z České republiky i Německa, zástupci hasičů z New Yorku, večerní barevnou fontánu s hudebním doprovodem sledovaly tisíce lidí, záznam vysílala TV Nova.

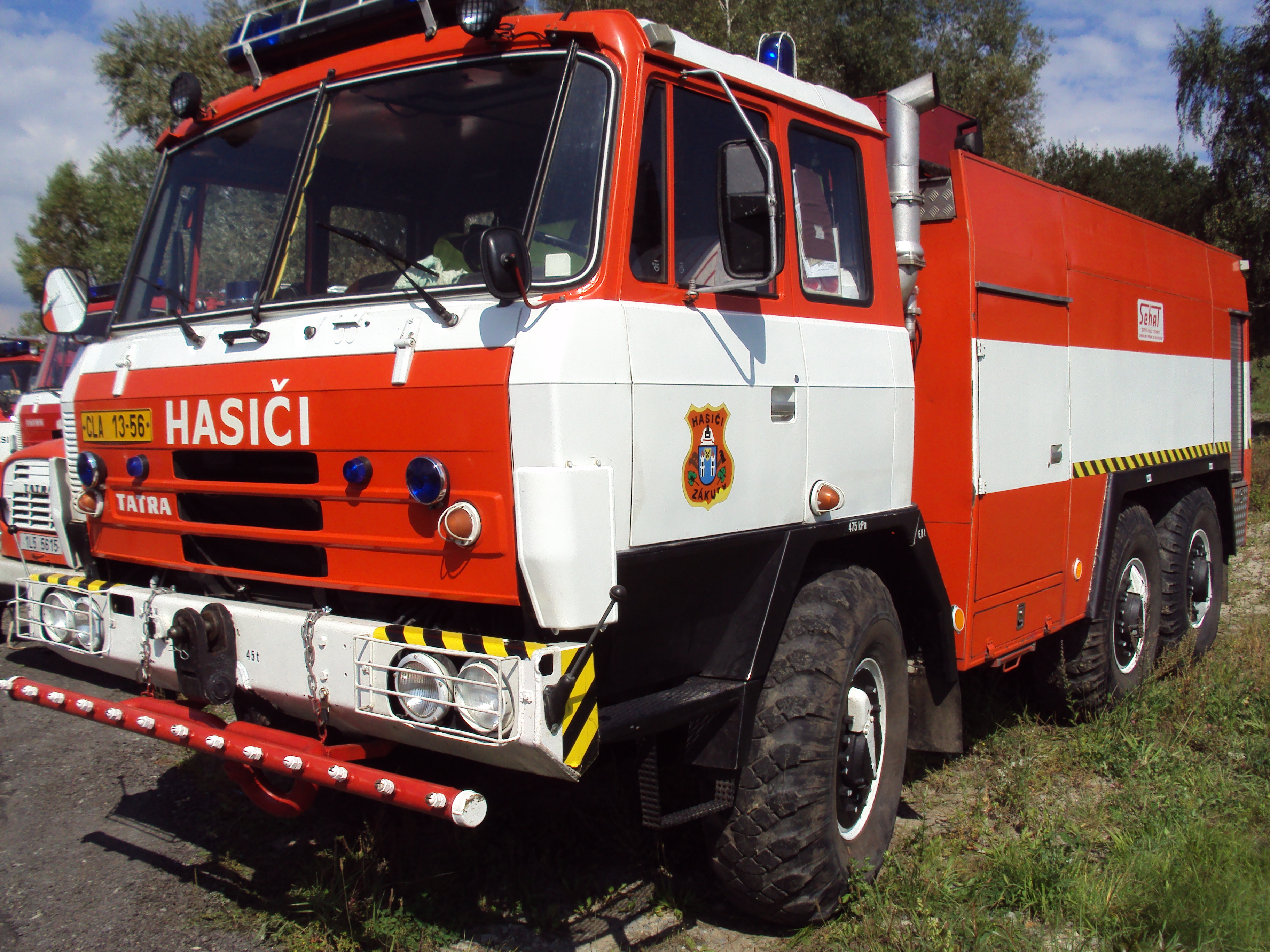
CAS 24 Tatra 815 VVS 6×6, se znakem na dveřích

SDH Zákupy převzal v říjnu 2013 od hejtmana Libereckého kraje Záslužnou medaili II. stupně za pomoc při červnových povodních v Terezíně.

## Jednotka
Většina současných členů je členy Jednotky sboru dobrovolných hasičů Zákupy, č. 511191. Jednotka je zařazena do integrovaného záchranného systému jako JPO III, což znamená povinnost vyjet do 10 minut od nahlášení události. Je vybavena dvěma hasicími vozy a potřebnou technikou. Velitelem 19členné jednotky byl radou města jmenován Zdeněk Homza mladší.

## Kroniky
V roce 1945 první českou kroniku SDH Zákupy založil bratr (tak se mezi sebou hasiči nazývali) Hubert Vašek a vedl ji do roku 1988. Obsahovala 15 svazků a byl za ni oceněn 2. místem v celostátní soutěži kronikářů SDH. V roce 1988 se stal kronikářem Jaroslav Horský. Kroniky jsou uloženy v nové zbrojnici.